# Riksväg 13, Norge
Riksväg 13 (norska: Riksvei 13) är en riksväg i Norge som går mellan Stavanger i Stavangers kommun, Rogaland fylke och Sogndalsfjøra i Sogndals kommun, Vestland fylke. Den passerar genom kommunerna Stavanger, Strand, Hjelmeland, Suldal, Ullensvang, Eidfjord, Ulvik, Voss, Vik och Sogndal.
Vägen är 384,7 kilometer lång, varav 166,3 kilometer i Rogaland fylke och 218,3 kilometer i Vestland fylke. Den är asfalterad och passerar bland annat genom tätorterna Tau, Odda, Vossevangen och Hermansverk/Leikanger.
Sträckan mellan Solbakk och Håra (Ryfylke) samt sträckan mellan Låtefossen och Kinsarvik (Hardanger) har status som nationella turistvägar.

## Anslutningar
Riksväg 13 ansluter till:
- Europaväg 39 (vid Stavanger)
- Fylkesväg 523 (vid Solbakk)
- Fylkesväg 46 (vid Lovraeidet)
- Europaväg 134 (vid Håra)
- Fylkesväg 520 (vid Hordalia)
- Europaväg 134 (vid Jøsendal)
- Fylkesväg 49 (vid Odda)
- Fylkesväg 550 (vid Kinsarvik)
- Riksväg 7 (vid Hardangerbron)
- Fylkesväg 572 (vid Vallaviktunneln)
- Fylkesväg 79 (vid Granvin)
- Europaväg 16 (vid Vossevangen)
- Europaväg 16 (vid Vinje)
- Fylkesväg 55 (vid Dragsviki)
- Fylkesväg 613 (vid Dragsviki)
- Riksväg 5 (vid Sogndalsfjøra)

## Bilder

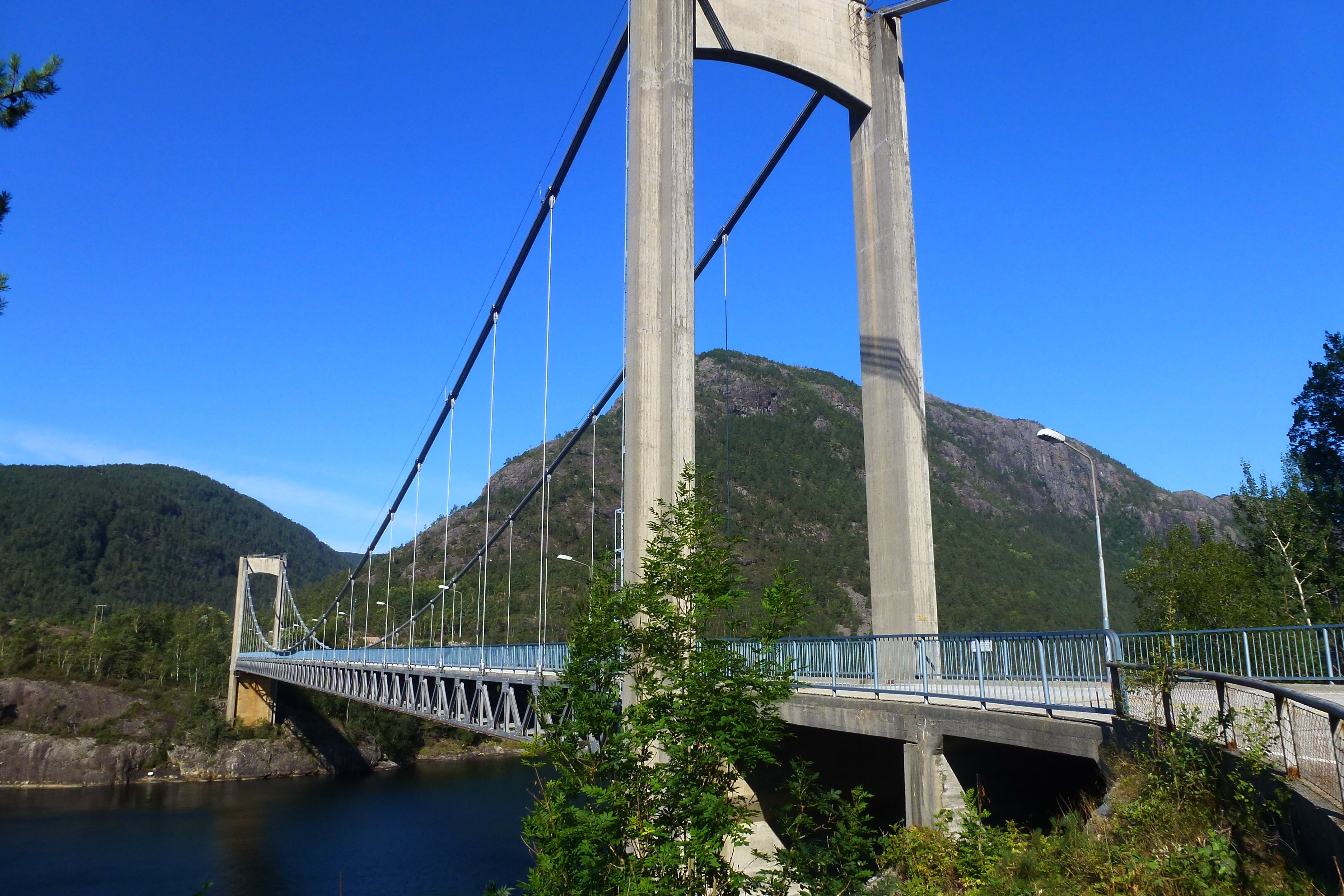
Riksväg 13 vid Erfjord bro.
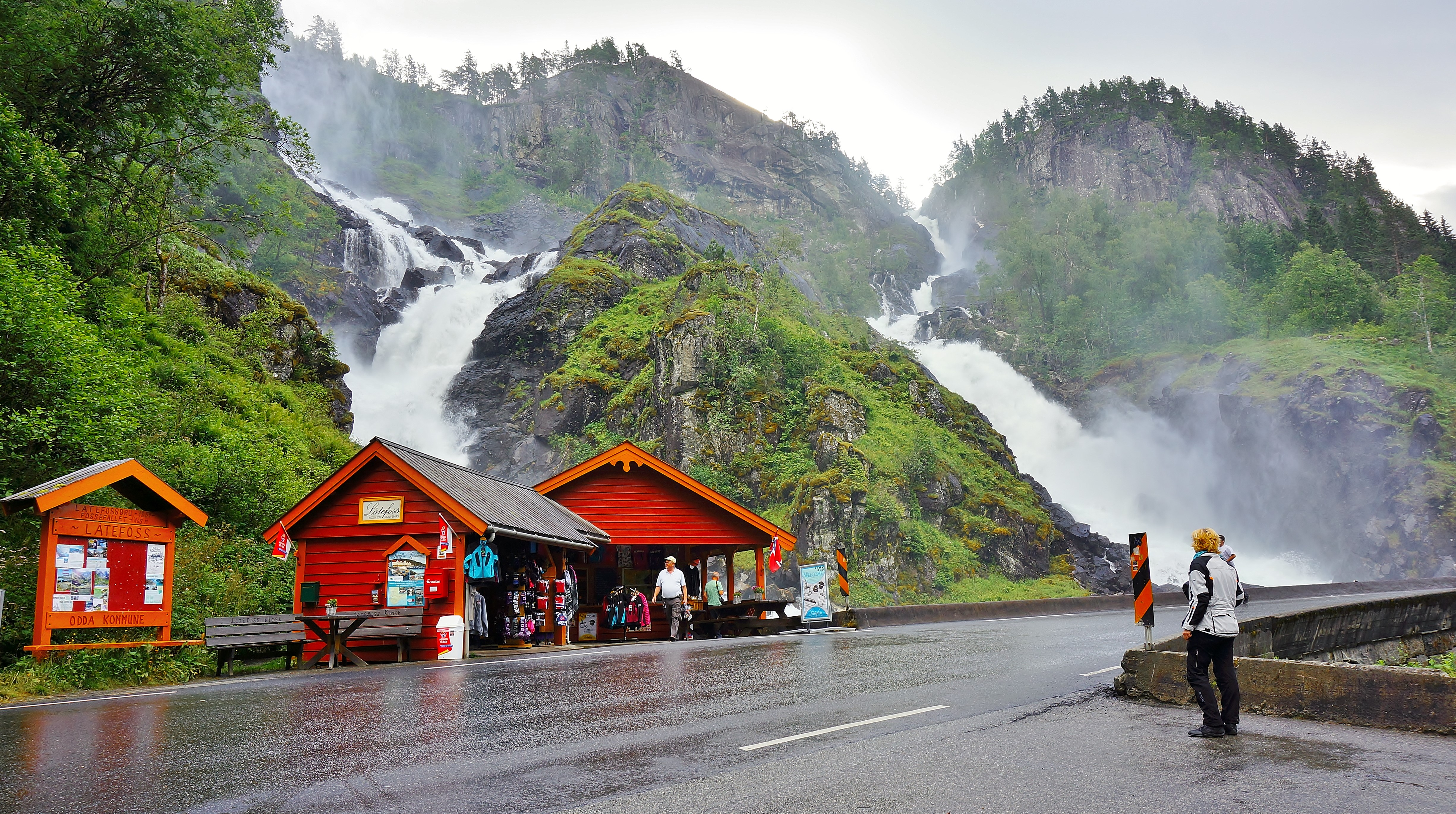
Riksväg 13 vid Låtefossen.
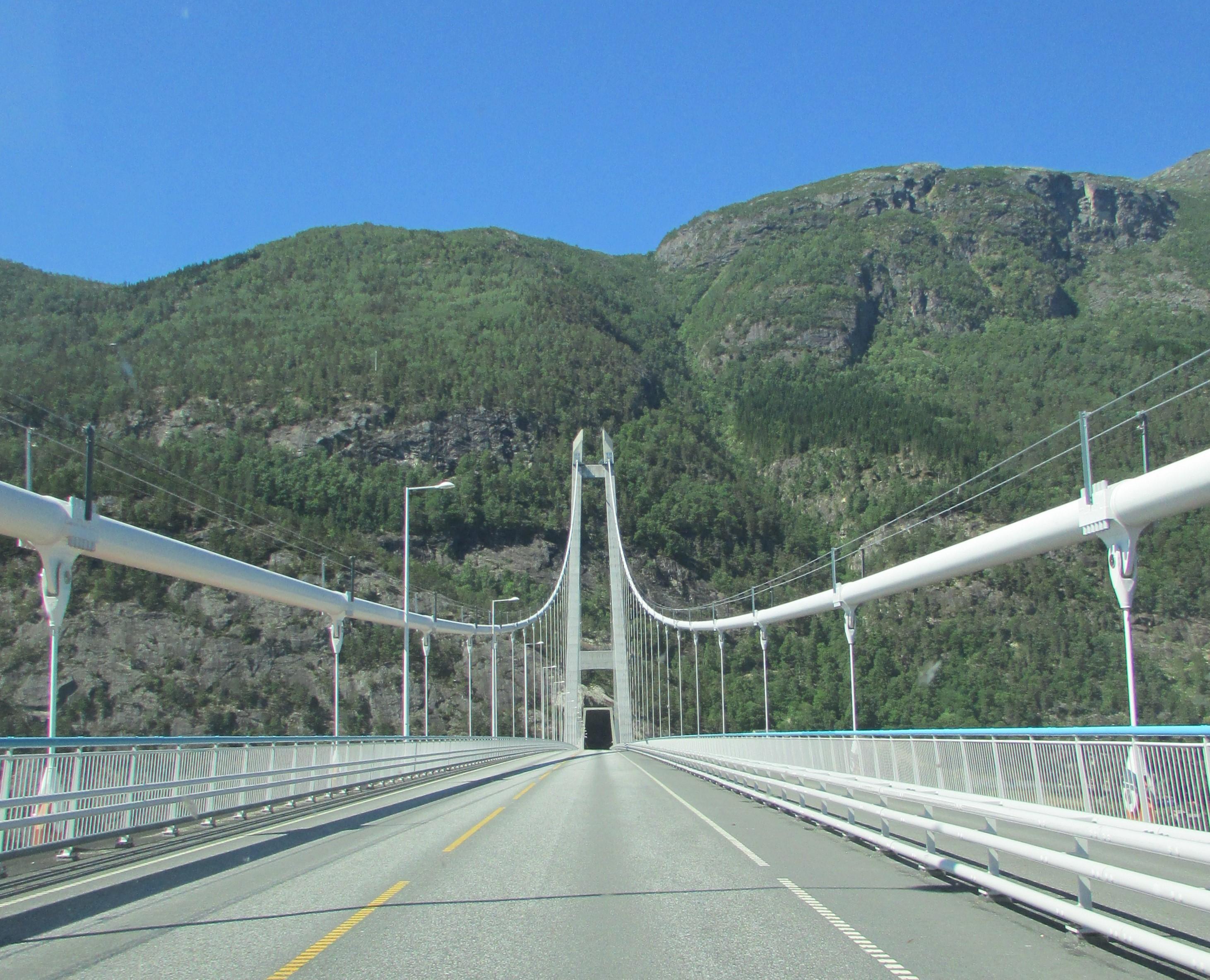
Riksväg 13 vid Hardangerbron.
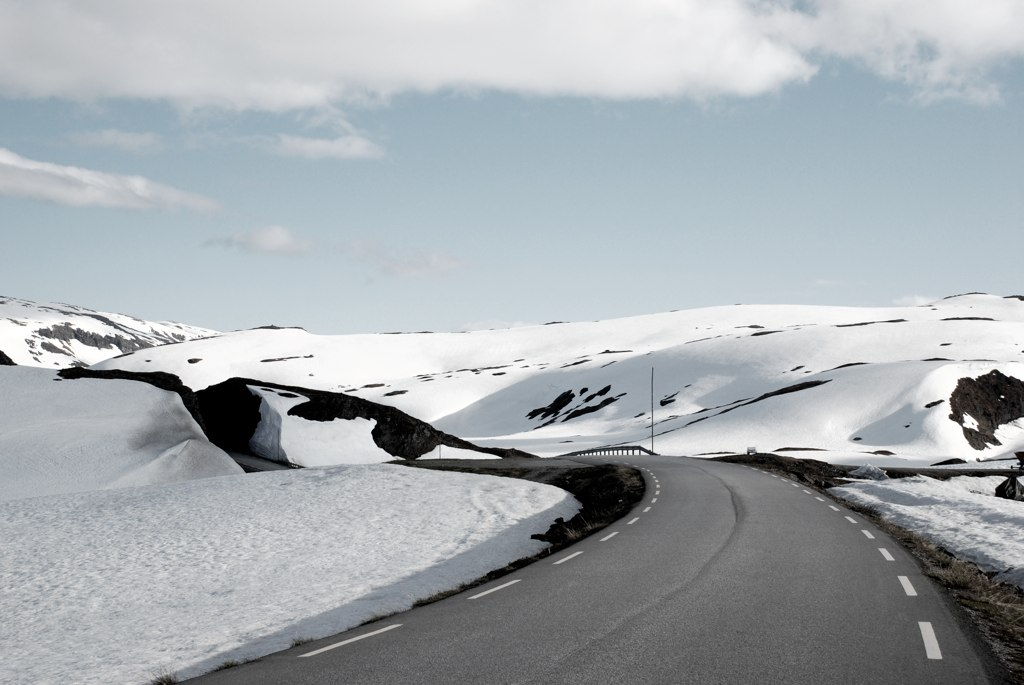
Riksväg 13 i Viks kommun.